# Kuvetjärnen (Holmedals socken, Värmland)
Kuvetjärnen är en sjö i Årjängs kommun i Värmland och ingår i Göta älvs huvudavrinningsområde.